# Progress M-37
Progress M-37 (ryska: Прогресс М-37) var en rysk obemannad rymdfarkost som levererade förnödenheter, syre, vatten och bränsle till rymdstationen Mir. Den sköts upp med en Sojuz-U-raket från Kosmodromen i Bajkonur den 20 december 1997 och dockade med Mir den 22 december. Den 30 januari 1998 ut dockade Progress M-37 från Mir, den 23 februari dockade den återigen men stationen. Farkosten lämnade rymdstationen den 15 mars 1998 och brann upp i jordens atmosfär några timmar senare.

### Fotnoter
1. ↑  ”NASA Space Science Data Coordinated Archive” (på engelska). NASA. https://nssdc.gsfc.nasa.gov/nmc/spacecraft/display.action?id=1997-081A. Läst 1 mars 2020.
2. ↑  Manned Astronautics - Figures & Facts Arkiverad 9 oktober 2007 hämtat från the Wayback Machine., läst 15 juli 2016.